# Ludvík Vébr
Ludvík Vébr (* 20. dubna 1960, Praha) je bývalý československý veslař-kormidelník a zároveň odborník na silniční stavby. Jako kormidelník (teprve šestnáctiletý) na dvojce Pavla a Oldřicha Svojanovských získal bronzovou medaili na letních olympijských hrách v Montrealu roku 1976.
Ludvík Vébr v současné době (2016) působí jako vedoucí katedry silničních staveb Fakulty stavební ČVUT. Vedl například expertní skupinu zkoumající příčiny zvlnění povrchu dálnice D11 u Dobřenic. Zároveň podniká jako konzultant a projektant silničních staveb pod firmou Roadconsult. Je autorem několika českých silničářských norem a technických podmínek.